# Дэвис, Ной
Ной Дэвис (англ. Noah Davis; 10 сентября 1818, Хейверилл, Графтон, Нью-Гэмпшир, США — 20 марта 1902, Нью-Йорк, Нью-Йорк, США) — американский юрист и политик из Нью-Йорка.

## Биография
Родился 10 сентября 1818 года в тауне Хейверилл округа Графтон. В 1825 году его семья переехала в малый город Албион штата Нью-Йорк. Дэвис посещал Лимскую семинарию в городе Буффало штата Нью-Йорк. Затем изучал право в малом городе Льюистон штата Нью-Йорк. В 1841 году был принят в адвокатскую палату и работал юристом в малом городе Гейнсвилл штата Нью-Йорк, и в Буффало. Вернулся в Альбион в феврале 1844 года и работал юристом в партнерстве с Сэнфордом Черчем.
В 1857 году Дэвис был назначен судьёй в Верховный суд Нью-Йорка (8-й округ), и впоследствии был избран на два восьмилетних срока. Ушёл в отставку в 1868 году после своего избрания в Конгресс США. В 1865 году он был ex officio судьёй Апелляционного суда штата Нью-Йорк.
С 4 марта 1869 года по 15 июля 1870 года служил в 41-м Конгрессе США, будучи членом Республиканской партии. Был назначен президентом США Улиссом Грантом на должность прокурора Южного округа Нью-Йорка и занимал этот пост с 20 июля 1870 по 31 декабря 1872 года.
В ноябре 1872 года Дэвис был избран на 14-летний срок в Верховный суд Нью-Йорка (1-й округ). В 1873 году председательствовал на суде над политиком Уильямом Твидом, в число защитников которого входили Дэвид Дадли Филд и Элиу Рут. По истечении срока его полномочий он возобновил юридическую практику в городе Нью-Йорк и был членом совета Университета города Нью-Йорка (ныне Нью-Йоркский университет).
Похоронен на кладбище Маунт-Альбион.